# Alszeghy Zsolt
Alszeghy Zsolt, születési nevén Alszeghy Zoltán János (Nagyszombat, 1888. február 12. – Budapest, 1970. január 14.) magyar irodalomtörténész, szerkesztő, egyetemi tanár, az irodalomtudomány kandidátusa, a Magyar Tudományos Akadémia levelező (1933), majd rendes (1947) tagja. A régi magyar és egyházi drámai emlékek és a magyar költészet neves kutatója. Számos irodalmi tankönyv szerzője. 1941 és 1949 között a Magyar Irodalomtörténeti Társaság elnöke. 1945 és 1952 között a Szent István Akadémia másodelnöke. Alszeghy Zoltán (1912–1991) magyar származású olasz jezsuita teológus apja.

## Életpályája
Iskoláit Nagyszombatban végezte. 1909-ben szerzett a budapesti egyetemen bölcsészdoktori, majd egy évvel később magyar-latin szakos tanári diplomát. Megszerzését követően előbb Gyöngyösön, majd Óbudán az III. kerületi állami főgimnáziumban  tanított. 1919-ben a Budapesti Tanárképző Intézet gyakorlógimnáziumába ment, ahol vezető tanárként, illetve címzetes igazgatóként dolgozott. Párhuzamosan 1928-tól a Budapesti Képzőművészeti Főiskolán tanított irodalomtörténetet. Ezenkívül 1935-ben a budapesti egyetemen egyetemi magántanárrá avatták, ahol a Magyar líra története című tárgyat oktatta. 1940-ben az egyetem rendes nyilvános tanára lett, korábbi munkahelyeiről távozott. 1949-ben az új politikai vezetés eltávolította állásából.
1922-ben a Szent István Akadémia tagjává választották, amelynek 1945-től annak 1952-es megszüntetésééig másodelnöke volt. Ezenkívül 1933-ban a Magyar Tudományos Akadémia levelező, 1947-ben pedig rendes tagjává választották. 1949-ben tanácskozó taggá minősítették vissza. Rendes tagságát csak posztumusz, 1989-ben kapta vissza. Akadémiai tisztségein túl 1921 és 1936 között a Magyar Irodalomtörténeti Társaság titkára, illetve 1941 és 1949 között elnöke, valamint több éven át az Országos Közoktatási Tanács ügyvezető alelnöke volt. Az Élet (1924–1935) és az Irodalomtörténet (1937–1940) című folyóiratok szerkesztőjeként is tevékenykedett. 1957-ben megvédte irodalomtudomány kandidátusi értekezését.
Felesége Hajdú Anna Gabriella Margit (1889. ápr. 19. – 1959. ápr. 25.) volt, akivel 1914. május 30-án kötött házasságot Budapesten.

## Munkássága
Fő kutatási területe a régi magyar (főleg egyházi) drámai emlékek és az újabb magyar líra kutatása volt. Munkáira a katolikus szemlélet jellemző.
Irodalomtörténeti kutatásainak kezdetén Illés János és Tóth Kálmán irodalmi munkásságával foglalkozott, illetve az esztétikai szemlélettel kapcsolatban adott ki füzetet. Később az iskoladrámákra fordult a figyelme, elsősorban a középkortól Bessenyei Györgyig tartó időszakéra. Ezenkívül a reformáció és az ellenreformáció temetési énekeivel, majd Vörösmarty Mihály költészetével (így pl. a Zalán futásával) és Kazinczy Ferenc munkásságával foglalkozott. Könyvet adott ki Vörösmarty, Ady Endre, Komjáthy Jenő és Harsányi Kálmán költészetéről. Jelentős tankönyvírói munkássága: Brisits Frigyessel és Sík Sándorral közösen kiadott nyelv- és irodalomtankönyveit 1948-ig használták.
A 18. századi magyar irodalmat monografikusan feldolgozó könyve, bár 1948-ban elkészült, nem tudta kiadni és kéziratban maradt, ahogy a kétkötetesre tervezett líratörténeti munkája is, amelyet 1959 és 1961 között írt. Megjelent munkáit elsősorban magyar és német nyelven adta közre.

## Főbb munkái
- Illés János élete és írói működése (Nagyszombat, 1908)
- Magyar tárgyú latin jezsuitadrámák (1911)
- Csíksomlyói iskoladrámák (szerk., Szlávik Ferenccel, 1913)
- Magyar drámai emlékek a középkortól Bessenyeiig (szerk. Szemlér Ferenccel, 1914)
- Magyar lírikusok: Vörösmarty, Komjáthy, Ady, Harsányi (1921)
- A művészeti alkotás: A művészet irányai (1922)
- Die neuere katholische Belletristik in Ungarn (Essen, 1922)
- A XIX. század magyar irodalma Archiválva 2018. november 11-i dátummal a Wayback Machine-ben (1923) (Szent István Könyvek-sorozat)
- A magyar középkor irodalma (Debrecen, 1927)
- A tizenhetedik század (Budapest, 1935) (a Szent István Társulat magyar irodalomtörténete 3.)
- A XVII. század magyar lírai költészete (1935)

- Szent István a magyar egyházi költészetben (1938)
- Nemzetietlen-e irodalmunk ún. „nemzetietlen kora”? (1942)
- Faludi Nemes emberének magyar rokonai (1943)
- Das katholische Schrifttum Ungarns (Freiburg, 1943)